# کیم بو-کیونگ
کیم بو-کیونگ (انگلیسی: Kim Bo-Kyung؛ کره‌ای: 김보경؛ زاده ۶ اکتبر ۱۹۸۹) یک بازیکن فوتبال اهل کره جنوبی است.
وی همچنین در تیم ملی فوتبال کره جنوبی بازی کرده‌است.